# Ruellia putumayensis
Ruellia putumayensis är en akantusväxtart som beskrevs av Emery Clarence Leonard. Ruellia putumayensis ingår i släktet Ruellia och familjen akantusväxter. Inga underarter finns listade i Catalogue of Life.